# Jiangsu Classic 2009
Das Jiangsu Classic 2009 (auch: Wuzhou International Group Jiangsu Classic) war ein Snookerturnier, das vom 4. bis 7. Juni 2009 in Wuxi ausgetragen wurde. Es war ein Einladungsturnier im Rahmen der Main Tour der Snooker-Saison 2009/10.
Im Endspiel konnte sich Mark Allen mit 6:0 gegen den Titelverteidiger Ding Junhui durchsetzen und gewann somit sein erstes Profiturnier.
Mark Selby gelang im Gruppenspiel gegen Joe Perry das erste Maximum-Break seiner Karriere. Insgesamt war es das 69. Maximum-Break der Snookergeschichte.

## Preisgeld
- Sieger: 20.000 £
- Finalist: 9.000 £
- Halbfinalisten: 8.000 £
- Gruppendritte: 4.000 £
- Gruppenvierte: 2.000 £
- Antrittsgeld für Profis: 2.500 £
- Höchstes Break: 1.000 £

## Gruppenphase

### Gruppe 1
| \| Platz \| Spieler \| Spiele \| Siege \| Frames gewonnen \| Frames verloren \| Bilanz \| \| ----- \| -------------- \| ------ \| ----- \| --------------- \| --------------- \| ------ \| \| 1 \| Ding Junhui \| 5 \| 4 \| 9 \| 5 \| +4 \| \| 2 \| Mark Allen \| 5 \| 3 \| 7 \| 4 \| +3 \| \| 3 \| Ryan Day \| 5 \| 3 \| 7 \| 5 \| +2 \| \| 4 \| Li Hang \| 5 \| 3 \| 6 \| 5 \| +1 \| \| 5 \| Stephen Hendry \| 5 \| 2 \| 6 \| 7 \| −1 \| \| 6 \| Peter Ebdon \| 5 \| 0 \| 3 \| 10 \| −7 \| | 50+-Breaks sind durch Klammern gekennzeichnet (). Century-Breaks sind durch Fettschrift gekennzeichnet. - Ding Junhui 1:2 Li Hang → 29:47, (117) 118:12, 38:73 (65) - Mark Allen 2:0 Stephen Hendry → (60) 77:40, 65:0 - Ryan Day 2:0 Peter Ebdon → (132):0, (60) 66:51 - Ding Junhui 2:1 Stephen Hendry → 80:47, 32:71 (60), 64:43 - Ryan Day 2:0 Mark Allen → 53:52, 62:21 - Peter Ebdon 1:2 Li Hang → (55) 66:14, 44:68, 17:92 - Ding Junhui 2:1 Mark Allen → (52) 92:45, (53) 60:70, (78) 92:26 - Ryan Day 1:2 Li Hang → 69:13, 8:(77), 16:(62) - Peter Ebdon 1:2 Stephen Hendry → 64:16, 9:73 (64), 28:66 - Ryan Day 2:1 Stephen Hendry → (68):0, 14:(102), (76):1 - Ding Junhui 2:1 Peter Ebdon → 49:70 (52), 70:46, 70:47 - Mark Allen 2:0 Li Hang → 79:44, (52) 68:49 - Stephen Hendry 2:0 Li Hang → 94:21, 71:7 - Mark Allen 2:0 Peter Ebdon → 78:73, 86:32 - Ding Junhui 2:0 Ryan Day → 65:16, 53:35 |        |       |                 |                 |        |
| Platz | Spieler | Spiele | Siege | Frames gewonnen | Frames verloren | Bilanz |
| 1 | Ding Junhui | 5      | 4     | 9               | 5               | +4     |
| 2 | Mark Allen | 5      | 3     | 7               | 4               | +3     |
| 3 | Ryan Day | 5      | 3     | 7               | 5               | +2     |
| 4 | Li Hang | 5      | 3     | 6               | 5               | +1     |
| 5 | Stephen Hendry | 5      | 2     | 6               | 7               | −1     |
| 6 | Peter Ebdon | 5      | 0     | 3               | 10              | −7     |

### Gruppe 2
| \| Platz \| Spieler \| Spiele \| Siege \| Frames gewonnen \| Frames verloren \| Bilanz \| \| ----- \| --------------- \| ------ \| ----- \| --------------- \| --------------- \| ------ \| \| 1 \| Shaun Murphy \| 5 \| 4 \| 8 \| 3 \| +5 \| \| 2 \| Marco Fu \| 5 \| 4 \| 8 \| 3 \| +5 \| \| 3 \| Joe Perry \| 5 \| 3 \| 7 \| 6 \| +1 \| \| 4 \| Mark Selby \| 5 \| 2 \| 6 \| 7 \| −1 \| \| 5 \| Allister Carter \| 5 \| 2 \| 5 \| 8 \| −3 \| \| 6 \| Jin Long \| 5 \| 0 \| 3 \| 10 \| −7 \| | 50+-Breaks sind durch Klammern gekennzeichnet (). Century-Breaks sind durch Fettschrift gekennzeichnet. - Shaun Murphy 2:0 Jin Long → 54:52, (114):6 - Joe Perry 0:2 Marco Fu → 60:88, 13:74 - Allister Carter 0:2 Mark Selby → 33:70, 2:124 (92) - Shaun Murphy 2:0 Marco Fu → 80:0, 72:0 - Allister Carter 2:1 Joe Perry → 0:(99), (56) 96:22, 45:38 - Mark Selby 2:1 Jin Long → 42:102, 68:41, 106:33 - Shaun Murphy 0:2 Joe Perry → 0:(74), 0:80 - Allister Carter 2:1 Jin Long → 1:80, (81) 85:15, 58:52 - Mark Selby 1:2 Marco Fu → 44:100 (58), 74:6, 6:60 - Allister Carter 0:2 Marco Fu → 29:55, 17:86 (81) - Shaun Murphy 2:0 Mark Selby → 84:29, (52) 85:8 - Joe Perry 2:1 Jin Long → 28:61, 53:44, 64:(54) - Marco Fu 2:0 Jin Long → (54) 69:29, 54:37 - Joe Perry 2:1 Mark Selby → 0:151 (147), 68:56, (74):1 - Shaun Murphy 2:1 Allister Carter → 76:63, 26:82 (64), (85) 86:0 |        |       |                 |                 |        |
| Platz | Spieler | Spiele | Siege | Frames gewonnen | Frames verloren | Bilanz |
| 1 | Shaun Murphy | 5      | 4     | 8               | 3               | +5     |
| 2 | Marco Fu | 5      | 4     | 8               | 3               | +5     |
| 3 | Joe Perry | 5      | 3     | 7               | 6               | +1     |
| 4 | Mark Selby | 5      | 2     | 6               | 7               | −1     |
| 5 | Allister Carter | 5      | 2     | 5               | 8               | −3     |
| 6 | Jin Long | 5      | 0     | 3               | 10              | −7     |

## Endrunde
|  | Halbfinale Best of 9 Frames | Halbfinale Best of 9 Frames | Halbfinale Best of 9 Frames |  |  | Finale Best of 11 Frames | Finale Best of 11 Frames | Finale Best of 11 Frames |
|  |                             |                             |                             |  |  |                          |                          |                          |
|  |                             |                             |                             |  |  |                          |                          |                          |
|  | China Volksrepublik         | Ding Junhui*                | 5                           |  |  |                          |                          |                          |
|  | Hongkong                    | Marco Fu                    | 1                           |  |  |                          |                          |                          |
|  |                             |                             |                             |  |  | China Volksrepublik      | Ding Junhui              | 0                        |
|  |                             |                             |                             |  |  | Nordirland               | Mark Allen               | 6                        |
|  | England                     | Shaun Murphy                | 2                           |  |  |                          |                          |                          |
|  | Nordirland                  | Mark Allen**                | 5                           |  |  |                          |                          |                          |
|  |                             |                             |                             |  |  |                          |                          |                          |

* 76:51, 0:63, (104) 125:0, (124) 128:1, (97):0, (72):0 

** 4:110 (86), 64:55, 25:66 (61), (74) 83:1, 16:78 (72), 4:124 (88), 47:76

## Finale
| Finale: Best of 11 Frames                                    |                |            |
| Ding Junhui                                                  | 0:6            | Mark Allen |
| 0:105 (64), 8:81 (71), 19:102 (74), 41:63, 32:68, 14:67 (58) |                |            |
| 37                                                           | Höchstes Break | 74         |
| 0                                                            | Century-Breaks | 0          |
| 0                                                            | 50+-Breaks     | 4          |

## Century-Breaks
| Mark Selby     | 147           |
| Ryan Day       | 132           |
| Ding Junhui    | 124, 117, 104 |
| Shaun Murphy   | 114           |
| Stephen Hendry | 102           |